# Józefa Prusiecka

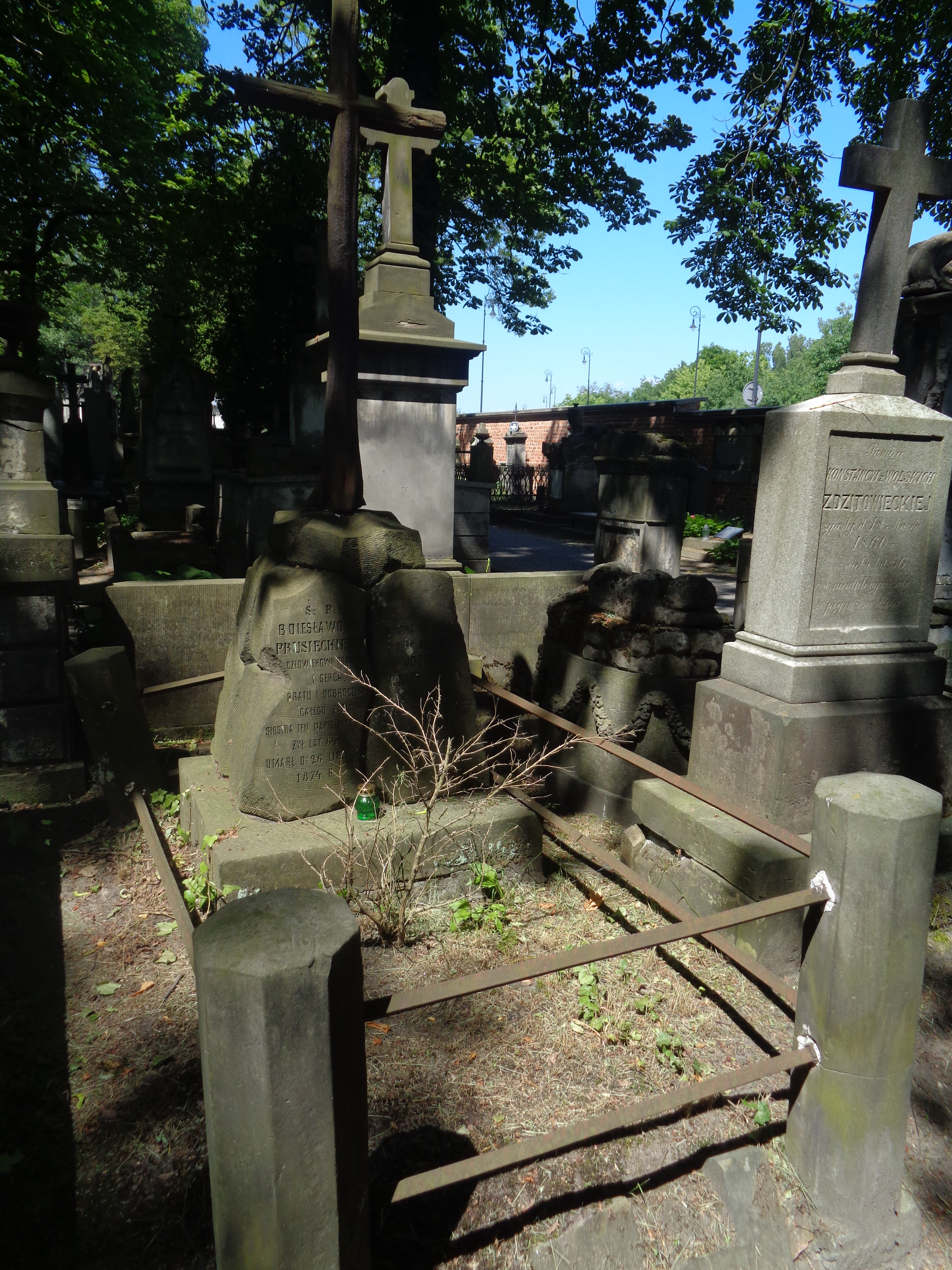
Grób Józefy Prusieckiej na cmentarzu Powązkowskim

Józefa Prusiecka, ps. „Józefa P......a” (ur. ok. 1815, zm. 20 kwietnia 1887 w Warszawie) – polska poetka romantyczna, autorka literatury dla młodzieży i nauczycielka.

## Życiorys
Urodziła się około lub w 1815 roku w rodzinie Pawła i Kunegundy de domo Petrykowskiej lub Potrykowskiej. Kształciła się u Klementyny Hoffmanowej i Stanisława Jachowicza w Instytucie Guwernantek w Warszawie. Z powodu wczesnej śmierci rodziców Prusiecka musiała sama zadbać o swój byt.
Po ukończeniu szkoły nauczała zgodnie z zasadami ukształtowanymi przez Hoffmanową. Namawiana przez Jachowicza, zaczęła również pisać. Zadebiutowała poezją w „Pierwiosnku” w 1838 roku. Był to początek trwałej współpracy z czasopismem. Jej twórczość regularnie ukazywała się także na łamach „Pielgrzyma” Eleonory Ziemięckiej (1842) czy „Przeglądu Naukowego”.
W 1841 roku ukazał się jej debiutancki tomik o tytule Poezje, który spotkał się z głównie przychylną opinią krytyki. Hipolit Skimborowicz nazwał ją na łamach „Kuriera Warszawskiego” „Nową Safo”. W zbiorze znalazło się 37 wierszy z mottami zaczerpniętymi z twórczości m.in. Byrona, Schillera, Dunina Borkowskiego, czy Gaszyńskiego, świadczących o głębokiej znajomości polskiej i zagranicznej literatury romantycznej. W dziele można dostrzec wpływ twórczości Józefa Bohdana Zaleskiego, krytycy zwrócili uwagę na kilka epigońskich elementów. W nielicznych recenzjach pojawił się zarzut, że wiersze Prusieckiej skupione są na niej samej, „nie odbijają życia ogółu, lecz indywidualne – autorki. Zawsze mimo to widać w utworach tych piękność poetycką”. W opinii Marii Berkan-Jabłońskiej jednak właśnie te cechy są ciekawe dla współczesnego odbiorcy. W czasach, gdy zapożyczanie wątków i pomysłów literackich od innych literatów było częstą strategią tworzenia, sama Prusiecka we wstępie do Poezji zwraca uwagę na to, że wartością jej wierszy jest „własność”, rozumiana jako „samodzielność”. Choć w tomiku pojawiają się tradycyjne motywy romantyczne, takie jak motyw geniusza, czy los poety, widać także odejście podmiotu lirycznego od buntu romantycznego na rzecz opisu rzeczywistości z punktu widzenia kobiety i, finalnie, rozczarowanie i poszukiwanie wsparcia w religii. Jej pesymistyczna ocena motywacji, które przyświecają ludzkim działaniom, oraz pragmatyzm w ocenie codzienności wyróżniają ją na tle głównego nurtu literatury kobiecej tego okresu. Wiersze Prusieckiej cechuje wyważony emocjonalnie podmiot liryczny, można także dostrzec sprzeciw wobec narzuconych schematów kobiecości. Ważnym motywem staje się także samotność.
Poza Poezjami, na dorobek poetycki Prusieckiej dla dorosłego odbiorcy składa się kilkanaście wierszy, które ukazały się czasopismach. Od lat 40. zaczęła także tworzyć wiersze i opowiadania dla dzieci, które ukazywały się m.in. w „Zorzy” (1843), „Szkółce dla Dzieci” (1853), „Kronice Wiadomości Krajowych i Zagranicznych” (1857), „Przyjacielu Domowym” (1858) i w „Wieńcu” (1857). Opublikowała także dwie książki dla dzieci: oparte na jej doświadczeniach w nauczaniu Powieści moralne (1843) oraz Nowe powiastki dla dzieci (1845). Jej edukacyjna i umoralniająca twórczość dla dzieci wpisywała się w akceptowany przez współczesne jej społeczeństwo zakres pracy godny kobiet pióra. Dzieła nie mają znamion oryginalności, ich celem było zapewnienie dochodu i znalezienie sposobu na bycie użyteczną dla ogółu.
W latach 40. i 50. XIX w. była regularnym gościem warszawskich salonów prowadzonych m.in. przez Katarzynę Lewocką, Paulinę i Augusta Wilkońskich, Aleksandra Tyszyńskiego czy Annę Nakwaską. Brała także udział w tzw. „wieczorach u Jachowiczów”, podczas których angażowała się w dyskusje dotyczące kwestii pedagogicznych i dydaktycznych. Po 1863 roku przestała udzielać się literacko i towarzysko. Możliwe, że przyczyną była trudna sytuacja materialna i problemy zdrowotne Prusieckiej. Korespondencja z Franciszkiem Wężykiem z 1860 roku odsłania także jej niską samoocenę.
Zmarła 20 kwietnia 1887 w Warszawie, gdzie została pochowana na cmentarzu Powązkowskim (kwatera 15-5-3).

## Twórczość
- 1841: Poezje
- 1843: Powieści moralne
- 1845: Nowe powiastki dla dzieci